# 三好市健康とふれあいの森
三好市健康とふれあいの森（みよししけんこうとふれあいのもり）は、徳島県三好市三野町芝生にある公園。にし阿波お勧めビューポイント100選選定。

## 地理
讃岐山脈の南斜面の中間の小高い丘（標高372.22ｍ）に作られた公園で敷地面積は約8haある。「天空の遊び場」からは吉野川の平野部が一望できる。他にも「学習の森」や「収穫の森」、「わんぱく広場」、「芝生広場」などの施設が整備されている。
また「わんぱく広場」には18種類のアスレチック遊具があり、奥には中世ヨーロッパの古城をイメージした「冒険の城」がある他、巨大なローラー滑り台がある。

## 施設
- 学習の森
- わんぱく広場
- 収穫の森
- そりスキー場(天然芝のため利用不可期間有り)
- バンガロー7人用が3棟，10人用が2棟
- バーベキュー棟が2棟
- テントサイドデッキが5サイト
- 和室［2名用］が2室

など
2014年4月から公益財団法人徳島県勤労者福祉ネットワークが指定管理者となっている

## 交通
- 徳島自動車道「美馬インターチェンジ」より車で約20分。
- JR徳島線江口駅より車で約15分。